# Sidney Fernbach
Sidney Fernbach (4 août 1917, Philadelphie, Pennsylvanie - 15 février 1991) est un physicien américain.

## Biographie
Fernbach étudie la physique à l'Université Temple et à l'Université de Californie à Berkeley. Il travaille comme physicien aux États-Unis. À partir de 1952, il travaille au Laboratoire national Lawrence-Berkeley en utilisant des ordinateurs pour rechercher des armes nucléaires. En 1987, il reçoit le Prix W.Wallace McDowell. En 1992, le Prix Sidney-Fernbach est créé après sa mort. 